# Мирча Румынский
Мирча Румынский (рум. Mircea, Principe al României; 21 декабря 1912 (3 января 1913) — 2 ноября 1916) — румынский принц из династии Гогенцоллерн-Зигмаринген, младший ребёнок короля Фердинанда I и Марии Эдинбургской.

## Биография

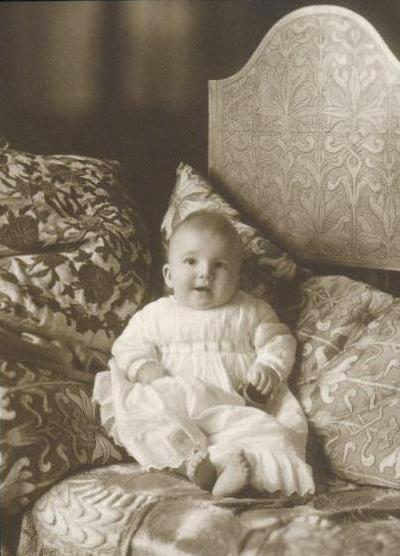
Мирча в 1913 году

Мирча появился на свет 3 января 1913 года во дворце Котрочень в Бухаресте в семье кронпринца Румынии Фердинанда и британской принцессы из Саксен-Кобург-Готской династии Марии Эдинбургской; Мирча стал младшим из шестерых детей пары. По отцу принц был внуком князя Леопольда Гогенцоллерн-Зигмарингена и инфанты Антонии Португальской, по матери — принца Альфреда, герцога Эдинбургского и Саксен-Кобург-Готского, и великой княжны Марии Александровны; таким образом, Мирча был правнуком британской правящей королевы Виктории и российского императора Александра II.
О личной жизни матери мальчика ходили многочисленные слухи, из-за чего многие современники считали Мирчу внебрачным сыном Марии Эдинбургской от будущего премьер-министра Румынии Барбу Штирбея; слухи эти возникли из-за того, что Мирча имел тёмно-карие глаза (как и Штирбей), а Фердинанд и Мария, как и другие их дети, были голубоглазыми.
Мирча был крещён 2 февраля 1913 года в Королевском дворце в Бухаресте священником Калей Викторьеи. Восприемниками принца стали германский император Вильгельм II (его представлял второй сын — Эйтель Фридрих Прусский), российская императрица Мария Фёдоровна и румынская королевская чета — Кароль I и Елизавета Нойвидская. Мать мальчика на церемонии крещения не присутствовала из-за приступа флебита. Мирча был назван в честь средневекового румынского князя — господаря Валахии Мирчи I Старого, который решительно выступал против господства турок и участвовал в роковой битве на Косовом поле в 1389 году.
29 июня 1913 года разразилась Вторая Балканская война, продлившаяся чуть больше месяца; в это же время разразилась эпидемия холеры, и мать Мирчи, оставив сына на попечении гувернантки, путешествовала между Румынией и Болгарией, протягивая руку помощи в госпиталях. В 1914 году с разницей чуть больше, чем в три месяца, произошли сразу два события, изменившие жизнь семьи Мирчи: в июле разразилась Первая мировая война, а в октябре скончался король Кароль I, и отец Мирчи взошёл на румынский трон.

### Смерть
В конце октября 1916 года Мирча, пребывавший с семьёй в Буфте близ Бухареста, заболел брюшным тифом и умер 2 ноября 1916 года. Мать принца, королева Мария, записала в своём дневнике: «Будет ли кто-то ещё таким же?»
Смерть мальчика совпала с тяжёлым временем для Румынии в целом и королевской семьи в частности: вражеские войска подходили к Бухаресту, а ожесточённые бои шли уже вблизи города. Не имея другого выхода, королевская семья наспех похоронила принца на территории дворца Котрочень, а затем отправилась в изгнание в город Яссы, старую столицу Молдовы — неоккупированную часть северо-восточной Румынии. Биограф румынской королевской семьи Диана Мандаш пишет, что в архиве Румынии хранится частично сожжённое и повреждённое свидетельство о смерти Мирчи; попытка сожжения, вероятно, произошла во время хаотичного отступления румынских войск и правительства из Бухареста.
В 1941 году останки Мирчи были перезахоронены по просьбе его сестры Илеаны в маленькой часовне замка Бран, построенной также Илеаной, где годом ранее было захоронено сердце их матери Марии Эдинбургской. На надгробии принца была высечена надпись:

Мирча умер 20 октября 1916 года во время войны, в то время как солдаты Румынии жертвовали своей жизнью ради вековой мечты о достижении национального единства. В течение двух лет он оставался единственным стражем дома своих родителей, над которым перестал развиваться флаг страны. Скорбите о нём, ибо он разделил с нами дни страданий, но до дней радости он не дожил.

## Комментарии
1. ↑  С одной стороны, голубой цвет глаз наследуется по рецессивному принципу, что означает, что люди с голубым цветом глаз не могут иметь детей с карими глазами[4]. С другой стороны, исследования показывают, что у двоих голубоглазых родителей могут родиться кареглазые дети[5].
2. ↑  Само имя Мирча — румынское и происходит от старославянского слова «мир».